# Pioneer Pacific College
A Pioneer Pacific College 1981 és 2020 között működő profitorientált magánfőiskola volt az Amerikai Egyesült Államok Oregon államának Beaverton városában. A régióban több telephelyet is fenntartottak.

## Története
Az intézmény elődje az Irene és James Childers által 1981-ben Corvallisban alapított Skilltronics műszerésziskola. Az 1983-ban Wilsonville-be költöztetett intézményt 1989-ben megvásárolta a Pacific Education Corporation; jelenlegi nevét ekkor vette fel, akkreditációt pedig 1995-ben szerzett. Az 1990-es évek elején az intézmény társtulajdonosa Kelly Clark politikus volt.
A főiskola 1999-ben egy clackamasi telephellyel bővült, 2000-ben pedig székhelyét egy nagyobb épületbe tették át. 2002-ben a wilsonville-i campuson kriminológiai képzés indult; ugyanebben az évben megnyílt a később az iskola székhelyéül szolgáló springfieldi campus.
2004-től informatikai, 2005-től pedig más alapképzéseket is folytattak. Szintén 2004-től egészségtudományi, 2006-tól pedig konyhaművészeti kurzusok is indultak. A 2005/06-os tanévben a kriminológiai képzés az országban a 41. legjobb volt. 2007-ben az intézménynek 1257 hallgatója volt, évente pedig 250-en szereztek valamilyen képesítést. A főiskola 2012-től az ügyvédi kamara, 2014-től pedig a radiológiai tanács akkreditációjával is rendelkezett. A beavertoni telephely 2015-ben nyílt meg.
2020 júliusában bejelentették az intézmény megszűnését; a Covid19-pandémia miatt csökkenő hallgatói létszám miatt már korábban is tervezték 131 alkalmazott elbocsátását.

## Kampuszok
Az intézmény a beavertoni kampusz mellett Springfliedben és Portland belvárosában is tartott fenn telephelyeket. A 2015 augusztusában megnyílt beavertoni campust a Független Főiskolák és Intézetek Akkreditációs Tanácsának elismerésével rendelkezett. A springfieldi telephely a város Gateway kerületében fekvő két szintes, 1900 négyzetméteres épületben volt. A Portland belvárosában fekvő Oregoni Konyhaművészeti Intézetben szakácsképzés folyt.
A diákok hetvenhárom százaléka nappali munkarendben tanult. A 119 alkalmazott 41%-a dolgozott teljes munkaidőben.

## Oktatás
Az intézmény egészségügyi, jogi és üzleti képzéseket kínált jelenléti, hibrid és online formában is. Akkreditációval 1995 óta rendelkezett.

## Fordítás
- Ez a szócikk részben vagy egészben  a   Pioneer Pacific College című angol Wikipédia-szócikk ezen változatának fordításán alapul.  Az eredeti cikk szerkesztőit annak laptörténete sorolja fel. Ez a jelzés csupán a megfogalmazás eredetét és a szerzői jogokat jelzi, nem szolgál a cikkben szereplő információk forrásmegjelöléseként.